# Gheorghe Andronic
Gheorghe Andronic (Chișinău, 25 settembre 1991) è un calciatore moldavo, centrocampista svincolato.

## Palmarès

### Club

#### Competizioni nazionali
- Campionato moldavo: 1

Milsami Orhei: 2014-2015